# Zhang Lin
Zhang Lin   (Pequín, 6 de gener de 1987) és un nedador xinès, ja retirat, medallista olímpic i posseïdor del rècord mundial en els 800 metres lliures.
S'inicià en la natació amb tan sols set anys i des del 2000 ho va fer professionalment. El seu ídol és l'australià Grant Hackett. Antic alumne de escola secundària Beijing 101, el 2016 inicià estudis a la Universitat de l'Esport de Beijing.
Es va especialitzar en les proves de 200, 400, 800 i 1500 metres en estil lliure i des del 2002 va començar a competir amb l'equip nacional xinès.
Als Campionats del Món de 2003 va ser l'únic nedador xinès que va arribar a una final individual. El 2004 va prendre part en els Jocs Olímpics d'Estiu d'Atenes, on disputà, sense sort, dues proves del programa de natació. El 2005, va batre el rècord xinès dels 400 metres lliures, alhora que es va proclamar campió dels 200 i 1.500 estils lliures. Als Jocs del 2008 va guanyar la medalla de plata en els 400 metres lliures amb un temps de 3:42.44, a 0.58 segons del medallista d'or sud-coreà Park Tae-hwan. Aquesta medalla va ser la primera aconseguida en natació per un nedador xinès en uns Jocs Olímpics.
Al Campionat del Món de Roma de 2009 l'or guanyà la medalla d'or en els 800 metres lliures i la de bronze en els 400 metres lliures. En els 800 metres va establir un nou rècord mundial amb un temps de 7' 32,12", el primer aconseguit per un xinès en els darrers 73 anys, i el penúltim rècord mundial de natació masculí assolit amb un vestit de bany d'alta tecnologia. Zhang va ser nomenat Nedador Masculí de l'Any 2009 de Pacific Rim per "Swimming World Magazine", primer xinès a guanyar aquest premi.
El 2010 se li diagnosticà un tipus rar d'asma que va provocar el seu declivi. Es va perdre els Jocs Olímpics d'Estiu de 2012 i el 2013 anuncià la seva retirada. He sometimes attends some sport activities.